# Christoph Wilhelm Wohlien
Christoph Wilhelm Wohlien (* 3. März 1811 in Hamburg; † 9. Mai 1869 in Altona) war ein deutscher Maler und Lithograf.

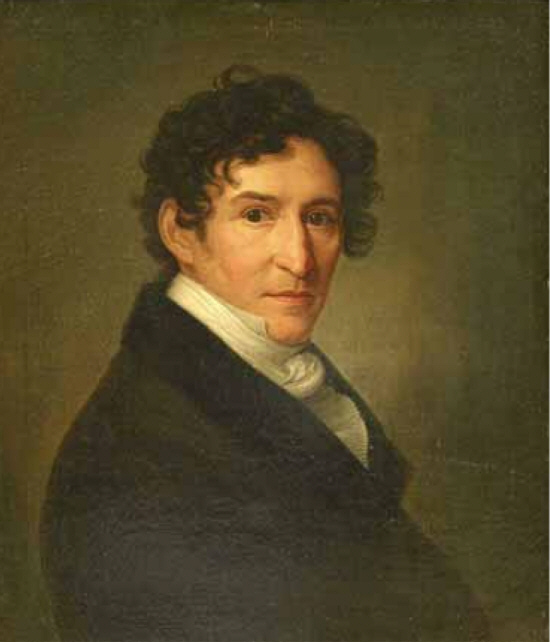
Von Christoph Wilhelm Wohlien: Bildnis Ludwig Devrient, Berlin 1831, Öl auf Leinwand (Theaterwissenschaftliche Sammlung der Universität zu Köln)

Er entstammte der Hamburger Orgelbauerfamilie Wohlien und war der Sohn des Orgelbauers Johann Heinrich Wohlien. Er war Schüler bei Friedrich Carl Gröger, gemeinsam mit Carl Gottfried Eybe, mit dem ihn eine lebenslange Freundschaft verband.